# Colombophiloscia naevigesta
Colombophiloscia naevigesta är en kräftdjursart som beskrevs av Albert Vandel 1968. Colombophiloscia naevigesta ingår i släktet Colombophiloscia och familjen Philosciidae. Inga underarter finns listade i Catalogue of Life.